# 拉扎鲁·柴门霍夫
路德维克·拉扎尔·柴门霍夫（1859年12月15日—1917年4月14日），波兰籍犹太人眼科醫生，世界语的创始人。

## 生平
他出生在比亚韦斯托克，当时波兰正受沙皇俄国统治，根据俄国的户籍规定，取名为拉扎尔·马尔科维奇·柴门霍夫（加上父名）。
柴门霍夫的母语是俄语和意第緒語，但他也精通波兰语和德语，他又曾學習了法语、拉丁语、希腊语、英语和希伯来语，同时也研究意大利语、西班牙语和立陶宛语。
他出生的小镇有三个民族的人居住：波兰人、犹太人和白俄罗斯人。由于语言、宗教信仰不同，所以他們经常互相产生偏见和仇恨。柴门霍夫认为语言不同使人們不能互相交流是产生偏见的主要原因，所以當他在华沙上中学时，他就试图创造一种人类共同的语言，以使不同民族的人可以好好地互相交流。
后来他先後到莫斯科和华沙学医，毕业后成为一名眼科醫生，在行医过程中他一直学习外语和致力于继续研究国际语言，直到1887年在他未来岳父的资助下，他才能以笔名“希望博士”出版他的研究成果：《国际语言》。世界语中“希望博士”为“Doktoro Esperanto”，Esperanto也就成为世界语的习惯名称。世界语成为柴门霍夫实现和平和不同文化交流理想的希望。
世界语主要以印欧语系的日耳曼语族和羅曼语族的單字为基础，将文法尽可能地简化，使书面文字和发音完全互相符合，因此简单易学，成为普及最成功的一种人造语言，在世界许多国家都有世界语的团体。

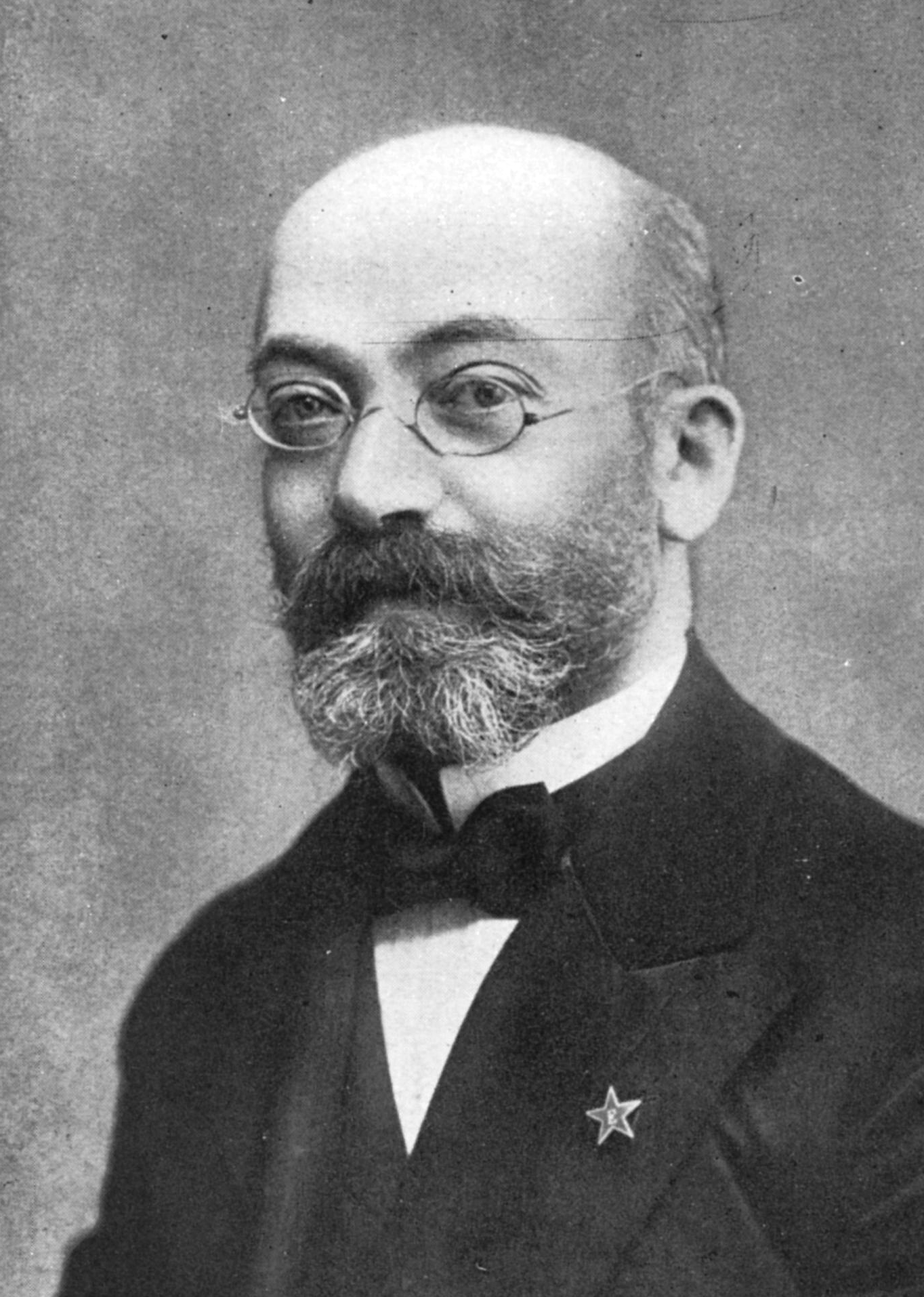
柴门霍夫-L. L. Zamenhof

## 外部連結
- Zamenhof, Esperanto's founder (in English) on lernu!, an Esperanto study portal
- Zamenhof: The Life, Works, and Ideas of the Author of Esperanto by Aleksandr Korzhenkov – a 53 pages scholarly text abridged from a 2009 book (in English)
- L. L. Zamenhof的作品  - 古騰堡計劃 (in Esperanto)
- ZAMENHOF, LAZARUS LUDWIG （页面存档备份，存于） by Joseph Jacobs, Isidore Harris. Jewish Encyclopedia, 1906 ed.
- L.L. Zamenhof and the Shadow People （页面存档备份，存于） by Esther Schor, The New Republic, December 30, 2009